# Antigua och Barbudas fotbollsförbund
Antigua och Barbudas fotbollsförbund, officiellt Antigua and Barbuda Football Association, är ett specialidrottsförbund som organiserar fotbollen i Antigua och Barbuda.
Fotbollsförbundet grundades 1928 och anslöt sig till Concacaf mellan åren 1961 och 1973. De anslöt sig till Fifa år 1972. Antigua och Barbudas fotbollsförbund har sitt huvudkontor i staden Saint John's.